# 高橋亜衣
高橋 亜衣（たかはし あい、1985年6月5日 - ）は、日本で活動する気象予報士および元ミュージカル俳優である。東京都世田谷区出身。ウェザーマップ所属。

## 来歴
4歳からクラシックバレエを始め、パナマ共和国へ移住し5年間暮らす。帰国後はバレエダンサーとして活動しながら鷗友学園女子中学校・高等学校を経て、早稲田大学理工学部数理科学科に入学。3年の時に劇団四季のオーディションに合格し劇団四季へ入団した。2007年12月5日にウェストサイド物語のテレシタ役で四季への初舞台出演を果たし、その後も舞台出演を続けていたが2010年に退団した。退団後は2012年10月に気象予報士登録され、2013年よりウェザーマップに所属している。
趣味は日舞、ピアノ、お菓子作り。

## 主な出演

### 舞台
- ウェストサイド物語（2007年テレシタ、2008年エステラ）
- 美女と野獣（2008年アンサンブル8枠）
- アイーダ（2011年アンサンブル11枠）
- エルコスの祈り（2010年リンダ）

※括弧内の年は初出演年

### ニュース
- ドライビングウェザー（NEXCO東日本）